# فيزيوم
الفيزيوم الخاص بالحالة الفيزيولوجية لشخص أو نوع هو وصف سلوكه الوظيفي. فيقدم الفيزيوم وصفًا للديناميكا الفيزيولوجية الخاصة بالمتعضية السوية الطبيعية معتمدًا على معلومات
وبنية (المجين، والبروتيوم، والمورفيوم). ويرجع أصل هذا المصطلح إلى «فيزيو-» (بمعنى: طبيعة) و«-أوم» (بمعنى: ككل).
وفي المعنى الأشمل له، يجب على الفيزيوم أن يقدم تعريفًا للعلاقات بدءًا من المجين وحتى المتعضية، ومن السلوك الوظيفي وحتى التنظيم الجيني. وفي سياق مشروع فيزيوم التابع للاتحاد الدولي للعلوم الفيزيولوجية (IUPS)، فإنه يتضمن نماذج متكاملة من مكونات المتعضيات، مثل الأعضاء أو أنظمة الخلايا والأنظمة الكيميائية الحيوية أو جهاز الغدد الصماء.
ويعد مشروع فيزيوم التابع للاتحاد الدولي للعلوم الفيزيولوجية جهدًا دوليًا لتحديد الفيزيوم عن طريق تطوير قواعد بيانات ونماذج من شأنها أن تسهل استيعاب الوظائف التكاملية للخلايا وأعضاء الكائن الحي والمتعضيات. ويركز المشروع على جمع وتوفير مستودع
مركزي لقواعد البيانات، يربط المعلومات التجريبية والنماذج الحسابية الواردة من العديد من المختبرات في بوتقة فردية متسقة ذاتيًا. ويؤدي هذا التضافر لجهود البحث
إلى تعزيز قواعد بيانات شاملة ونهج تكاملي تحليلي لدراسة علوم الطب والفيزيولوجيا.
عُرض مفهوم مشروع فيزيوم على الاتحاد الدولي للعلوم الفيزيولوجية بواسطة لجنته المختصة بالهندسة الحيوية في الفيزيولوجيا عام 1993. وقد عُقدت ورشة عمل حول تصميم مشروع الفيزيوم عام 1997. وفي المؤتمر العالمي الذي عقد عام 2001، أعلن الاتحاد الدولي للعلوم الفيزيولوجية عن أن هذا المشروع سوف يصبح محل اهتمام كبير خلال العقد القادم. ويقود هذا المشروع لجنة الفيزيوم التابعة للاتحاد.
وتتضمن مبادرات البحث الأخرى المرتبطة بالفيزيوم:
- مبادرة اليوروفيزيوم
- مشروع فيزيوم NSR التابع لمصدر المحاكاة الوطني (NSR) في جامعة واشنطن، وهو برنامج يدعم مشروع فيزيوم التابع للاتحاد الدولي للعلوم الفيزيولوجية
- مشروع The Wellcome Trust Heart Physiome، وهو ثمرة تعاون بين جامعة أوكلاند وجامعة أوكسفورد، وهو جزء من مشروع فيزيوم التابع للاتحاد الدولي للعلوم الفيزيولوجية

## وصلات خارجية
- IUPS Physiome Project
- NSR Physiome Project
- STEP: A Strategy for the EuroPhysiome
- Wellcome Trust Heart Physiome Project نسخة محفوظة 10 فبراير 2012 على موقع واي باك مشين.
- National Resource for Cell Analysis and Modeling (NRCAM) نسخة محفوظة 9 ديسمبر 2006 على موقع واي باك مشين.

Exemplary physiome projects
- @neurIST - Integrated Biomedical Informatics for the Management of Cerebral Aneurysms
- VPHOP - The Osteoporotic Virtual Physiological Human
- euHeart - Integrated cardiac care using patient specific cardiovascular modelling